# Ctilocephala sarana
Ctilocephala sarana är en skalbaggsart som beskrevs av Moser 1921. Ctilocephala sarana ingår i släktet Ctilocephala och familjen Melolonthidae. Inga underarter finns listade i Catalogue of Life.